# Adsorbant
En chimie, un adsorbant est un composé solide qui intervient dans le processus d’adsorption. Il effectue une catalyse hétérogène pour accélérer ou rendre possible certaines synthèses chimiques.
Il est complémentaire de l’adsorbat, qui est le composé adsorbé sur la surface de l'adsorbant.

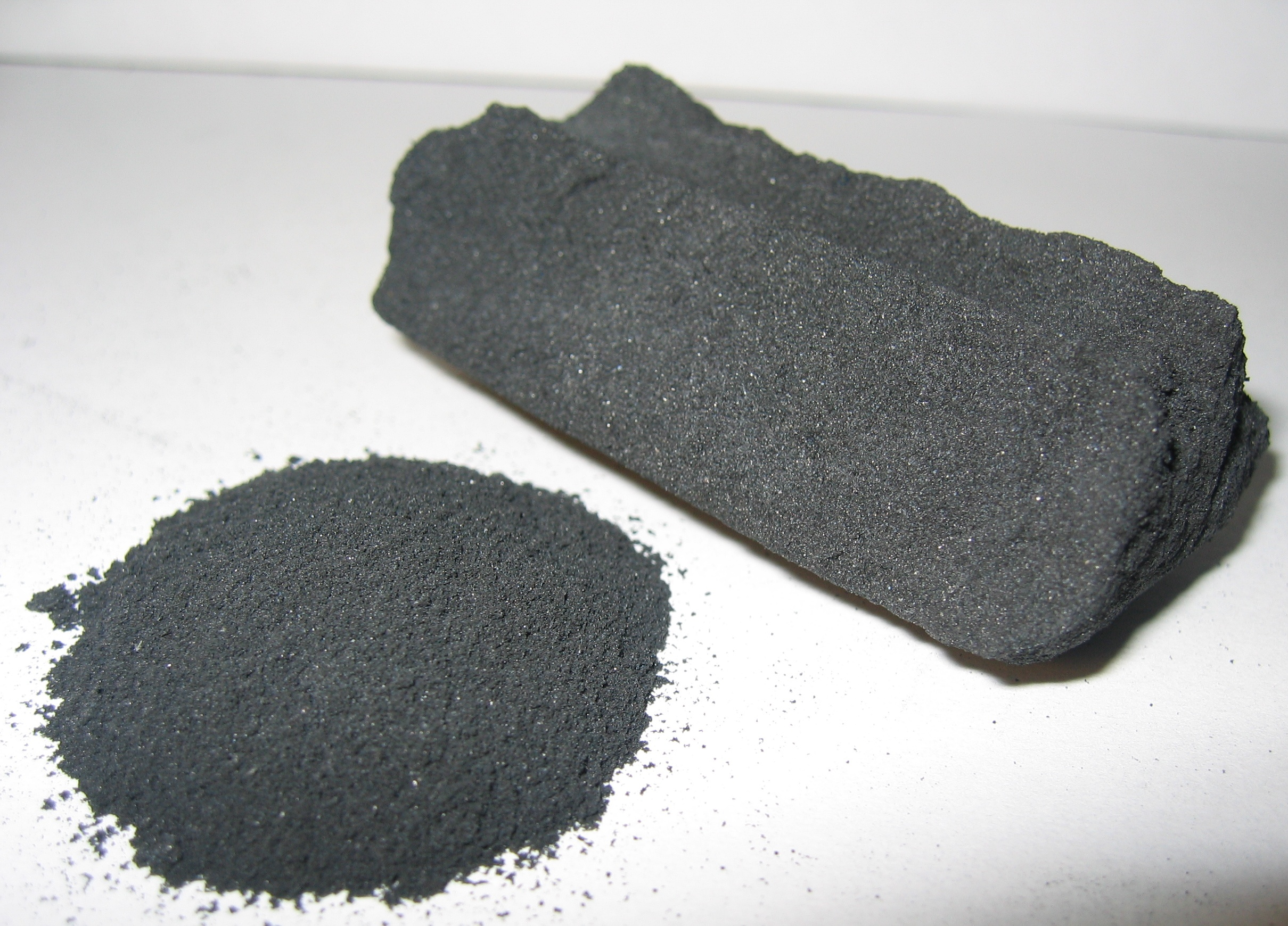
Le charbon actif est un adsorbant. Sa surface active varie selon sa synthèse de 400 à 2500 m2/g.

## Propriétés
L'efficacité d'un adsorbant augmente avec sa surface active, sur laquelle les adsorbats peuvent former des liaisons. En fonction de l'adsorbat et de l'adsorbant considéré, la nature de la liaison est modifiée - prédominance de physisorption ou de chimisorption.
Le caractère réversible de l'adsorption dépend des paramètres physiques de l'expérience, comme la pression, mais aussi de la nature de l'adsorbant. Certains adsorbants permettent ainsi une désorption. 
L'IUPAC classe les adsorbants selon la taille de leurs pores. Des pores supérieurs à 50 nm de diamètre sont des macropores, ceux de diamètre compris entre 2 et 50 nm sont des mésopores et ceux de diamètre inférieur à 2 nm sont des micropores.

## Exemples
Il existe de nombreux adsorbants dont les usages diffèrent, certains étant plus efficaces pour l'adsorption de gaz, d'autres de composés en solution. 
On peut citer entre autres le charbon actif, les zéolites, l'alumine activée ou les polymères organiques poreux.
La réaction d'hydrogénation est catalysée par du Platine, du Palladium ou encore du Nickel de Raney, qui est un alliage Nickel-Aluminium lixivié par une solution basique, lui conférant une grande surface active.